# 尼古拉·雅科夫列维奇·伊林
尼古拉·雅科夫列维奇·伊林（俄语：Николай Яковлевич Ильин，1901年3月23日—1937年8月29日），出生于卡卢加省莫萨尔斯基县乌斯蒂诺村，1937年在圣彼得堡被处决，是前苏联火箭技术先驱之一，气体动力研究所所长，红军二级军需官（1936年）。

## 简历
尼古拉·雅科夫列维奇·伊林从莫萨利斯克市高级学校毕业后，自愿加入苏联红军。内战期间主要在红军西南前线司令部负责经济工作。战后，他利用在布琼尼军事通信学院所做的研究，从事列宁格勒红军装备部首长授权的工作。此外，在1931年-1932年还曾担任过气体动力研究所主任，后来这一职位被伊凡·捷连季耶维奇·克莱米约诺夫（Ivan Terentyevich Kleymyonov）接替，1933-1937年调任 KB-2 研究所主管。1937年4月9日，他被逮捕并于8月29日被枪决，1955年被重新平反。
月球上的伊林陨石坑就是以他的名字命名的。

## 参引资料
1. ↑  LIST OF CITIZENS, DISSOLVED IN FEBRUARY — DECEMBER 1937 YEAR IN LENINGRAD AND THE IMPACT OF REHABILITATED(ТОМ 4 «ЛМ») 的存檔，存档日期2015-10-07.